# スレイマニヤ
スレイマニヤ（アラビア語: السليمانية / Sulaymaniyah）、クルド語: シレーマニー（سلێمانی / Silêmanî）は、イラクのスレイマニヤ県の都市である。イラク北東部のクルディスタン地域にあり、スレイマニヤ県の県都である。

## 概要
この都市は、北東のアズメル山脈、ゴイジャ山脈とカイワン山脈、南のバラナン山、および西のタスルジャ丘陵により取り囲まれ、気候は非常な夏の高温・乾燥と、冬の寒さ・降水の多さが特徴的である。
歴史的には、1784年から1850年までのクルド族によるババン公国の首都となった。現代のスレイマニヤは、クルド族の王子イブラーヒーム・パシャ・ババン（彼の父からスレイマン・パシャの名を贈られた）によって1784年11月14日に設立された。後に強大なクルド族公国の首都となり、イラク北部の経済的中心であった。1992年以来ソラニー方言を継承する文化的中心ともなって、多数の偉大な歴史家、政治家、芸術家が、このスレイマニヤから輩出している。

## 交通
- スレイマニヤ国際空港

## 姉妹都市
- ツーソン （アメリカ合衆国 アリゾナ州）[1]
- ナポリ (イタリア) [2]
- ハルキウ (ウクライナ)
- ローマ (イタリア)
- ブカレスト (ルーマニア)